# Lekkoatletyka na Letnich Igrzyskach Olimpijskich 2024 – pchnięcie kulą kobiet
Turniej kobiet w pchnięciu kulą podczas XXXIII Letnich Igrzysk Olimpijskich w Paryżu odbył się w dniach 8 i 9 sierpnia 2024. Do rywalizacji przystąpiło 31 sportowców z 18 krajów. Arena zawodów był Stade de France. Mistrzynią olimpijską została Niemka Yemisi Ogunleye, wicemistrzynią Nowozelandka Maddi Wesche, a brąz zdobyła Chinka Song Jiayuan.
Był to XX olimpijski konkurs pchnięciu kulą kobiet.

## Terminarz
godziny zostały podane w czasie CEST
| Data            | Godzina rozpoczęcia |                       |
| --------------- | ------------------- | --------------------- |
| 8 sierpnia 2024 | 10:25               | kwalifikacje, grupa A |
| 8 sierpnia 2024 | 10:25               | kwalifikacje, grupa B |
| 9 sierpnia 2024 | 19:40               | finał                 |

## System rozgrywek
W kwalifikacjach każda z zawodniczek mogła oddać trzy rzuty. Aby uzyskać awans do finału należało uzyskać minimum kwalifikacyjne - 18,80 m. Jeżeli minimum kwalifikacyjne uzyskało mniej niż 12 sportowców, to kwalifikacje uzyskiwały zawodniczki, które oddały najdalsze rzuty, tak aby liczba finalistek wyniosła 12.
W finale zawodniczki mogły oddać sześć z rzutów, z wyjątkiem czterech kulomiotek, które po trzech próbach osiągnęły najniższe wyniki i były po nich eliminowane z dalszej konkurencji. Do ostatecznego wyniku zaliczano jeden, najdalszy rzut oddany przez zawodniczkę w finale (rzuty w kwalifikacjach nie były brane pod uwagę).

## Wyniki

### Kwalifikacje
| Pozycja | Grupa | Zawodniczka              | Reprezentacja     | Próba | Próba | Próba | Wynik | Uwagi |
| Pozycja | Grupa | Zawodniczka              | Reprezentacja     | 1     | 2     | 3     | Wynik | Uwagi |
| ------- | ----- | ------------------------ | ----------------- | ----- | ----- | ----- | ----- | ----- |
| 1       | A     | Sarah Mitton             | Kanada            | 19,77 |       |       | 19,77 | Q     |
| 2       | A     | Maddi Wesche             | Nowa Zelandia     | 18,59 | 19,25 |       | 19,25 | Q     |
| 3       | B     | Yemisi Ogunleye          | Niemcy            | 18,01 | 17,72 | 19,24 | 19,24 | Q     |
| 4       | B     | Jessica Schilder         | Holandia          | x     | 18,86 | 18,92 | 18,92 | Q     |
| 5       | B     | Gong Lijiao              | Chiny             | 18,06 | 18,78 | x     | 18,78 | Q     |
| 6       | A     | Song Jiayuan             | Chiny             | 17,65 | 18,22 | 18,73 | 18,73 | Q     |
| 7       | B     | Raven Saunders           | Stany Zjednoczone | x     | 17,93 | 18,62 | 18,62 | Q     |
| 8       | A     | Jaida Ross               | Stany Zjednoczone | 18,58 | 18,21 | x     | 18,58 | Q     |
| 9       | A     | Jessica Inchude          | Portugalia        | x     | 18,36 | x     | 18,36 | Q     |
| 10      | B     | Fanny Roos               | Szwecja           | 17,66 | 18,17 | 17,69 | 18,17 | Q     |
| 11      | A     | Alina Kenzel             | Niemcy            | 18,16 | 18,09 | x     | 18,16 | Q     |
| 12      | A     | Axelina Johansson        | Szwecja           | x     | 18,16 | 17,73 | 18,16 | Q     |
| 13      | B     | Danniel Thomas-Dodd      | Jamajka           | x     | 18,12 | 16,87 | 18,12 |       |
| 14      | A     | Lloydricia Cameron       | Jamajka           | 18,01 | 17,71 | 18,02 | 18,02 | SB    |
| 15      | B     | Eliana Bandeira          | Portugalia        | 16,86 | 17,97 | 17,76 | 17,97 |       |
| 16      | B     | Katharina Maisch         | Niemcy            | 17,45 | 17,86 | x     | 17,86 |       |
| 17      | A     | Chase Jackson            | Stany Zjednoczone | x     | x     | 17,60 | 17,60 |       |
| 18      | A     | Ivana Xennia Gallardo    | Chile             | 17,47 | 16,64 | 16,13 | 17,47 |       |
| 19      | B     | Klaudia Kardasz          | Polska            | x     | 17,08 | 17,45 | 17,45 |       |
| 20      | A     | Erna Sóley Gunnarsdóttir | Islandia          | 17,34 | 17,39 | 17,29 | 17,39 |       |
| 21      | A     | Sun Yue                  | Chiny             | x     | 17,33 | x     | 17,33 |       |
| 22      | B     | Portious Warren          | Trynidad i Tobago | 17,02 | 16,28 | 17,22 | 17,22 |       |
| 23      | B     | Ana Caroline Silva       | Brazylia          | 17,09 | x     | 16,67 | 17,09 |       |
| 24      | A     | Emel Dereli              | Turcja            | 17,02 | x     | 16,71 | 17,02 |       |
| 25      | B     | María Belén Toimil       | Hiszpania         | x     | 16,83 | x     | 16,83 |       |
| 26      | B     | Alida van Daalen         | Holandia          | 16,25 | x     | 16,53 | 16,53 |       |
| 27      | B     | Dimitriana Bezede        | Mołdawia          | 16,30 | 15,89 | 16,35 | 16,35 |       |
| 28      | A     | Jorinde van Klinken      | Holandia          | 16,35 | x     | x     | 16,35 |       |
| 29      | A     | Livia Avancini           | Brazylia          | 16,26 | x     | 15,85 | 16,26 |       |
| 30      | B     | Natalia Ducó             | Chile             | x     | 16,11 | x     | 16,11 |       |
| 31      | A     | Miné de Klerk            | Południowa Afryka | 15,63 | x     | x     | 15,63 |       |

### Finał
| Pozycja | Zawodniczka       | Reprezentacja     | Próba | Próba | Próba | Próba | Próba | Próba | Wynik | Uwagi |
| Pozycja | Zawodniczka       | Reprezentacja     | 1     | 2     | 3     | 4     | 5     | 6     | Wynik | Uwagi |
| ------- | ----------------- | ----------------- | ----- | ----- | ----- | ----- | ----- | ----- | ----- | ----- |
| złoto   | Yemisi Ogunleye   | Niemcy            | x     | 19,55 | x     | 18,75 | 19,73 | 20,00 | 20,00 |       |
| srebro  | Maddi Wesche      | Nowa Zelandia     | x     | 19,58 | 18,54 | 19,10 | 19,86 | 19,68 | 19,86 | PB    |
| brąz    | Song Jiayuan      | Chiny             | 16,43 | 18,88 | 18,78 | 19,32 | x     | 19,21 | 19,32 |       |
| 4       | Jaida Ross        | Stany Zjednoczone | 19,28 | x     | x     | x     | 18,79 | 18,75 | 19,28 |       |
| 5       | Gong Lijiao       | Chiny             | 19,09 | 19,06 | x     | x     | 19,27 | 19,00 | 19,27 |       |
| 6       | Jessica Schilder  | Holandia          | x     | x     | 18,91 | x     | x     | x     | 18,91 |       |
| 7       | Fanny Roos        | Szwecja           | 18,47 | 18,78 | x     | 18,48 | x     | 18,13 | 18,78 |       |
| 8       | Jessica Inchude   | Portugalia        | 18,16 | 18,41 | x     | 18,32 | x     | x     | 18,41 |       |
| 9       | Alina Kenzel      | Niemcy            | 18,19 | x     | 18,29 | NQ    | NQ    | NQ    | 18,29 |       |
| 10      | Axelina Johansson | Szwecja           | 18,03 | x     | x     | NQ    | NQ    | NQ    | 18,03 |       |
| 11      | Raven Saunders    | Stany Zjednoczone | x     | 16,92 | 17,79 | NQ    | NQ    | NQ    | 17,79 |       |
| 12      | Sarah Mitton      | Kanada            | 17,15 | 17,48 | x     | NQ    | NQ    | NQ    | 17,48 |       |